# Akron Pros
Akron Pros byl klub amerického fotbalu sídlící ve městě Akron ve státě Ohio, který se stal historicky prvním vítězem NFL. 

## Historie
Klub byl založen v roce 1908 pod názvem Akron Indians. Čtyřikrát vyhrál poloprofesionální soutěž Ohio League (1908, 1909, 1913, 1914). V letech 1916 a 1917 nesl tým název Akron Burkhardts podle sponzorského pivovaru.
V roce 1919 se stal majitelem obchodník Art Ranney. Došlo k profesionalizaci klubu, která se odrazila v novém názvu a v roce 1920 se Pros stali zakládajícími účastníky American Professional Football Association, později přejmenované na National Football League. Vyhráli její úvodní ročník, když prošli sezónou bez porážky a v rozhodujícím utkání zdolali Decatur Staleys. Roku 1926 se vrátili k názvu Indians. V roce 1927 klub z ekonomických důvodů ukončil činnost a jeho franšíza zanikla.
Jediným hráčem klubu, který se dostal do Síně slávy NFL, byl Fritz Pollard, jeden z prvních Afroameričanů v profesionálním americkém fotbale. Za Akron Pros hrával také pozdější populární zpěvák a herec Paul Robeson.

## Ligová umístění
- 1920: 1. místo
- 1921: 3. místo
- 1922: 10. místo
- 1923: 16. místo
- 1924: 13. místo
- 1925: 4. místo
- 1926: 16. místo